# Josefina Vilajosana Carné
Josefina Vilajosana Carné   (Gargallà) és una ceramista catalana. El 2023, va rebre el reconeixement del Govern de Catalunya de la Creu de Sant Jordi "per la seva tasca artística i social en favor del medi rural i les seves gents. Artesana de la terra i dels bolets, es dedica a reproduir-los, per mitjà de la seva obra autodidacta, de forma realista".